# See the World by Train
See the World by Train (世界の車窓から Sekai no Shasou kara) er et japansk tv-program med korte udsendelser, der sendes mandag-fredag på TV Asahi og har gjort det siden 1987. Programmet rundede udsendelse nr. 10.000 2. maj 2016, hvilket gør den til det næstlængst kørende tv-program i Japan efter Tetsuko's Room, der også sendes af TV Asahi.
Programmet følger forskellige jernbaneture rundt om i verden og præsenterer folk om bord og seværdighederne på vejen. Undervejs har man været i 104 forskellige lande, herunder så forskellige steder som Schweiz, Indien, Canada, Vietnam, Polen, Sverige og Uruguay. Programmet produceres af Telecom Staff og sponseres af Fujitsu. Kommentator er Kenjirou Ishimaru, mens Hajime Mizoguchi har stået for musikken ved start og slut.
See the World by Train blev udmærket med First Memorial Award ved 2011 Festival Asia TV & Film on Journey.